# La Caméra invisible
La Caméra invisible est une émission de télévision française créée par Jacques Rouland et Pierre Bellemare, réalisée par Igor Barrère et diffusée sur la deuxième chaîne de la RTF puis de l’ORTF à partir du 30 avril 1964.

## Historique
En 1963, sur l’antenne d’Europe 1, Jacques Rouland crée Gardez le sourire où un comédien, en la personne de Jacques Legras, malmène un commerçant. L’émission est un triomphe  et Pierre Bellemare lance une déclinaison visuelle le 30 avril 1964 intitulée La Caméra invisible.
Le principe, inspiré de l'émission américaine Candid Camera créée en 1948,  est celui d'une caméra cachée, filmant à leur insu les gens de la rue devant une situation insolite afin de découvrir s’ils sont réellement observateurs.
L'émission fut animée par Pierre Bellemare, Jacques Rouland, Jean Poiret, Pierre Tchernia et Jean-Paul Blondeau.
Jacques Legras en était un des acteurs principaux. Chaque semaine, il réussissait à piéger des anonymes dans des canulars en sachant que malgré sa moustache identifiable personne ne le reconnaissait.
En 1969, Claude Piéplu fait croire qu'il est le secrétaire d'État venant inaugurer le Salon du prêt-à-porter, il est accompagné de Michel Roux qui joue le rôle de son chef de cabinet. Ils étaient arrivés une demi-heure avant le vrai secrétaire d'État.
Elle est remplacée au début des années 1970 par La Caméra cachée.

## Autour de l'émission
- Dans le film Sur un arbre perché avec Louis de Funès, le journaliste joué par Paul Préboist interviewe un badaud qui croit à un canular de La Caméra invisible. Il lui répond : « Mais je vous reconnais Monsieur Jacques Legras ! »

#### Vidéo
- (fr) Des extraits de l'émission sur le site de l'INA
- (fr) Extrait de la Caméra invisible présentée par Pierre Bellemare en 1969